# Friedrich Klincksieck (Romanist)
Friedrich Wilhelm Ludwig Johannes Klincksieck (* 17. Februar 1860 in Paris; † 1928) war ein deutscher Lehrer und Romanist in Marburg und Halle.

## Leben
Friedrich Klincksieck stammte aus einer deutschen Verlegerfamilie in Paris. Er besuchte eine Schule in Rinteln und arbeitete anschließend in der Buchhandlung des Vaters Friedrich Klincksieck. Nebenbei hörte er Vorlesungen über französische Literatur und Sprache an der Universität Paris.
Von 1883 bis 1885 studierte Klincksieck neuere Philologie in Leipzig und Marburg. Seit 1888 war er dort wissenschaftlicher Assistent und Lektor für französische Sprache am romanisch-englischen Seminar. 1888 machte Klincksieck sein Staatsexamen und wurde Probandus am Gymnasium der Stadt. 1890 promovierte er dort.
1893 wurde Klincksieck Oberlehrer am Städtischen Gymnasium in Halle an der Saale, 1906 wurde er dort zum Professor ernannt. Seit Ende 1914 war er aushilfsweise Lektor für Französisch an der Universität, seit 1919 dann ordentlich.

## Werke
- Zur Entwicklungsgeschichte des Realismus : im französischen Roman des 19. Jahrhunderts - ein litterarhistorischer Versuch. (Nachdruck der Ausgabe von 1891). Hansebooks GmbH, Norderstedt 2017, ISBN 978-3-7436-2181-7, urn:nbn:de:101:1-2018122123192851700443. Inaugurial Dissertation Marburg.
- Friedrich Klincksieck: Der Brief in der französischen Literatur des 19. Jahrhunderts : Eine Auswahl. Hrsg.: Fr. Klincksieck. Niemeyer, Halle a. S. 1912 (französisch, d-nb.info).
- Französisches Lesebuch für die oberen Klassen höherer Lehranstalten. L. Ehlermann, Dresden 1928 (deutsch, französisch, d-nb.info).